# Политика идентитета
Политика идентитета је појам који описује политички приступ у којем људи одређене религије, расе, социјалне припадности, класе, сексуалности или другог идентификујућег фактора чине искључиви друштвено-политички савез, удаљавајући се од широко засноване коалиционе политике да би подржали и следили политичке покрете који деле са њима одређени идентификациони квалитет. Циљ му је подржати и усредсредити бриге, програме и пројекте одређених група, у складу са одређеним друштвеним и политичким променама.
Израз је сковао Комбахи Ривер Колектив 1977. Широку је употребу добио почетком 1980-их, а током наредних деценија примењивао се у безброј случајева са радикално различитим конотацијама у зависности од контекста појма. Снагу је стекао појавом друштвеног активизма, манифестујући се у разним дијалозима унутар феминистичких, америчких покрета за грађанска права и ЛГБТ, као и више националистичких и постколонијалних организација.
У академској употреби, израз идентитетска политика односи се на широк спектар политичких активности и теоријских анализа укорењених у искуствима неправде које деле различите, често искључене друштвене групе. У том контексту, политика идентитета има за циљ повратити веће самоопредељење и политичку слободу маргинализованим народима кроз разумевање одређених парадигми и фактора животног стила, и оспоравањем споља наметнутих карактеризација и ограничења, уместо да се организује само око система веровања у статус куо или традиционалних партијских припадности. Идентитет се користи „као средство за обликовање политичких тврдњи, промовисање политичких идеологија или подстицање и усмеравање друштвене и политичке акције, обично у ширем контексту неједнакости или неправде и са циљем утврђивања групне посебности и припадности и стицања моћи и признања. " 
Савремене примене политике идентитета описују народе одређене расе, етничке припадности, пола, родног идентитета, сексуалне оријентације, старости, економске класе, статуса инвалидности, образовања, религије, језика, професије, политичке странке, борачког статуса и географског положаја. Ове ознаке идентитета се међусобно не искључују, али су, у многим случајевима, сложене у једну при описивању хипер-специфичних група (концепт познат као интерсекционалност ) - на пример: Афроамериканке, хомосексуалне жене чине одређену хипер-специфичну класу идентитета.

## Критике
Критичари тврде да групе засноване на одређеном заједничком идентитету (нпр. Раса или родни идентитет) могу преусмерити енергију и пажњу са темељнијих питања, сличних историји стратегија завади и владај . Крис Хедгес критиковао је политику идентитета као једног од фактора који чине облик „корпоративног капитализма“ који се само маскира као политичка платформа и за који верује да „никада неће зауставити растућу социјалну неједнакост, неконтролисани милитаризам, евисцерацију грађанских слобода и свемоћ органа безбедности и надзора “. Социолог Чарлс Дербер тврди да је америчка левица „углавном странка идентитета и политике“ и да „не нуди широку критику политичке економије капитализма. Фокусира се на реформе црнаца и жена и тако даље. Али не нуди контекстуалну анализу унутар капитализма “. И он и Давид Норт из Социјалистичке партије равноправности сматрају да су ти уситњени и изоловани покрети идентитета који прожимају левицу омогућили крајње десничарски поновни раст.

## Род
Политика родног идентитета је приступ који на политику, како у пракси, тако и као академску дисциплину, гледа као на родну природу и да је род идентитет који утиче на то како људи мисле.